# Château de la Macheferrière
Le Château de la Macheferrière était un château français, étant désormais une ferme, situés à Astillé, dans le département de la Mayenne et la région des Pays de la Loire. Il était situé à 2 000 mètres au Sud du bourg. 

## Désignation
- Le manoir et chasteau de la Mascheferière, 1364 (Insinuations ecclésiastiques, t. XXVI, f. 143).
- Macheferrière, manoir (Hubert Jaillot).
- Macheferrière, ferme. (Carte de Cassini).
- Les Machefers (Carte d'État-Major).

## Historique
Il s'agissait d'une terre, fief et seigneurie, qui est érigée en châtellenie en 1542, sans qu'on lui voie d'ailleurs aucun des privilèges afférents à ce titre, et mouvant de Courbeveille. 
L'ancien manoir, qui est désormais un bâtiment de ferme, présente encore un haut et large pignon ajouré d'une fenêtre en arc brisé à triple meneau, du XIVe siècle ; les douves sont en partie conservées et la motte seigneuriale intacte. 

## Chapelle
Le 25 mai 1364, en cours du Mans, devant Étienne Moyré, notaire à Cossé-le-Vivien, Geoffroy de Machefer, seigneur d'Astillé, le Bourgeau, la Macheferrière, la Vieuxcourt, « pour l'expiation, absolution de ses fautes, pour sa bonne vie et prospérité, pour celle de damoiselle Marguerite de Maschefer, sa fille unique », fonda au manoir une chapelle de trois messes par semaine, dotée de la Hariraie et de la Petite-Mercerie, en l'honneur du Saint-Esprit, de sainte Anne et de sainte Marguerite. 
La chapelle, dans laquelle le titulaire s'engage encore à dire la messe « aux heures commodes aux seigneurs », en 1610, était polluée par des usages profanes en 1675 et le service transféré dans l'église

## Famille
La famille Mâchefer ou de la Mâcheferrière, est une famille originaire de la Mâcheferrière d'Astillé, à laquelle il faut rattacher sans doute pour l'Abbé Angot une branche angevine. Elle est connue avec Marguerite de la Macheferrière, femme de Philippe de Landivy puis de Guy de Laval-Loué, seigneur de Pommerieux et de Montjean, dont le nom se trouve mêlé à de si nombreuses fondations. Elle avait un sceau armoirié dont l'écu est : fascé de 12 pièces, parti d'un lion, au chef chargé de 2 fers à cheval ; légende Marguerite d. la Machefrière, 1400. 
La famille de la Macheferrière ne s'éteignit pas avec Marguerite de la Macheferrière, qui mourut en 1419.
Pour la branche angevine, on note:
- Hector, gendre de Guillaume de Couesmes, qui achète de Guillaume de Chelé une rente de 10 ₶ sur la prévôté de Villaines-la-Juhel, 1346 ;
- Jeanne, fille ou du moins héritière du précédent, dame du Bois-Barré en Anjou, femme de Jean de Rousson, chevalier, de la paroisse de Parrecé (Parcé ?), qui cède au prieur de Champgenéteux le four banal de Bais, 1386, veuve l'année suivante, et qui eut pour héritiers : Marie de Scépeaux, veuve de Jean d'Ivoy, et Jeanne Bessoneau, dame de la Beschère, 1406-1415.
- Jeanne Mâchefer, femme de Jean du Chesne, de Marigné-près-Daon, qui, avec son fils aîné Georges, fonde en cour de Saint-Laurent-des-Mortiers la chapelle de la Ragottière, 29 mars 1450, est peut-être aussi de la même souche.

## Sources et bibliographie
- « Château de la Macheferrière », dans Alphonse-Victor Angot et Ferdinand Gaugain, Dictionnaire historique, topographique et biographique de la Mayenne, Laval, A. Goupil, 1900-1910 [détail des éditions] (BNF 34106789, présentation en ligne)